# Per amore o per forza
Per amore o per forza è un film del 1971 diretto da Massimo Franciosa.

## Trama
L'industriale Bruno si divide sentimentalmente tra Arabella, per la quale ha già lasciato la moglie, e la giovane Jane, ragazza finlandese in visita a Roma con i genitori che ha incontrato casualmente ad una festa.

## Vicende censorie
Il film ottenne un regolare visto censura (il n° 58875) il 15 settembre 1971 con il divieto ai minori di 14 anni. Scorciato di circa 150 metri, venne ripresentato in censura una seconda volta già dopo pochi mesi, nel gennaio del 1972. Questa volta la commissione espresse parere contrario alla concessione del visto, in quanto riscontrò "offesa al buon costume" in alcune sequenze.